# Paul F. Knitter

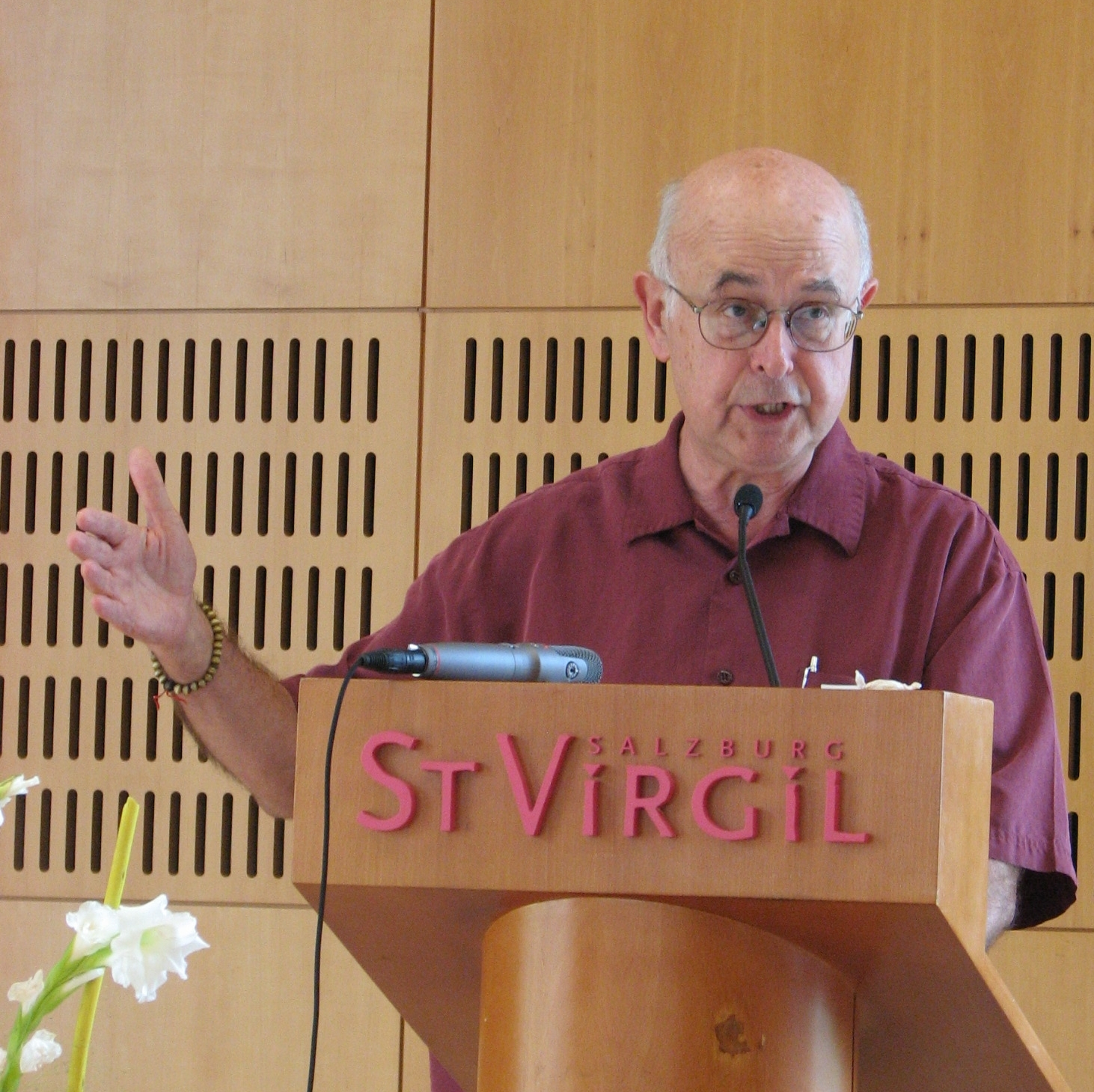
Paul F. Knitter

Paul Francis Knitter (* 25. Februar 1939 in Chicago) ist ein US-amerikanischer katholischer Theologe und Religionswissenschaftler und ehemaliger geweihter Priester. Derzeit lehrt er als Professor für Theologie, Weltreligionen und Kulturen auf dem renommierten „Paul-Tillich-Lehrstuhl“ am Union Theological Seminary in the City of New York. Er gilt, neben anderen etwa John Hick, als Vertreter einer ‚Pluralistischen Religionstheologie‘.

## Ausbildung und Tätigkeit
Knitter stammt aus einer tief gläubigen Chicagoer Arbeiterfamilie. Sein Vater war Paul Lewis Knitter (27. Juli 1915 – 9. Dezember 1995) aus Illinois und seine Mutter Rose Georgiana (12. März 1914 – 31. Mai 1980) war eine geborene Dolezal (auch Doležal). Er besuchte dort die School Sisters of St. Francis bevor er zur High School wechselte. In Summit (Illinois) wurde er an der St. Joseph Summit PreSchool-8th Grade unterrichtet, um dann an das Divine Word Seminary, East Troy (Wisconsin) zu wechseln. Nach der High School und nach zwei Jahren Noviziat trat er im Jahre 1958 der Societas Verbi Divini (SVD) bei, um Missionar zu werden.
Im September 1962 wurde er zum Studium nach Rom beordert. Im Oktober, nachdem er dort angekommen war, eröffnete Papst Johannes XXIII. das Zweite Vatikanische Konzil und damit die bedeutende ‚Reformkonferenz‘ in der katholischen Kirche. Nach einem Studium der Theologie an der Päpstlichen Universität Gregoriana in Rom (Lizentiat 1966) ging er nach Münster, um bei Karl Rahner zu promovieren. Nach einem halben Jahr machte er die Entdeckung, dass ein anderer Doktorand gerade in Rom eine Dissertation über das gleiche Thema veröffentlicht hatte. Er unterbrach sein Vorhaben und ging zu Carl Heinz Ratschow nach Marburg um über die protestantischen Religionstheologien, so insbesondere von Paul Althaus zu promovieren.
Knitter schloss seine Studien dann mit einem Doktorat der Evangelischen Theologie an der Universität Marburg (1972) ab. Titel seiner Dissertationsschrift Towards a Protestant Theology of Religions. Zeitweise war er als Assistent von Rudolf Bultmann tätig.
Er war der erste römisch-katholische Theologe, der zur theologischen Promotion an der Universität Marburg zugelassen worden war. Ein Freund aus seiner Marburger Studienzeit ist der evangelische Theologe Bernd Jaspert, der Herausgeber seines Buches Horizonte der Befreiung.
Seit 1972 lehrte er als Professor am Catholic Theological Union in Chicago. Seit 1975 war er Professor für Systematische Theologie und Religionswissenschaften an der Xavier University in Cincinnati, Ohio. Zuvor legte er, im gleichen Jahr, sein Priesteramt nieder. Knitter war im Jahre 1966 in Rom zum Priester geweiht worden.
1984 unterzeichnete Knitter die Kampagne A Catholic Statement on Pluralism and Abortion.
Er ist seit dem 31. Dezember 1982 mit Catherine (Cathy) Mary Cornell verheiratet, der er sein Buch No other name? widmete, das auch ins Deutsche übersetzt wurde.
Beide haben zwei Kinder, John und Moira Knitter.
Von 1986 bis 2004 war er Mitglied des Verwaltungsrates von CRISPAZ („Christians for Peace in El Salvador“, „Christen für den Frieden in El Salvador“).
Er gilt als einer der weltweit führenden christlichen Vertreter des Dialogs der Religionen und seit Erscheinen seines Buchs Without Buddha I Could Not Be a Christian (2009) auch als Proponent der „religiösen Zweisprachigkeit“ (Dual Belonging).

## Werk
Die zentrale Erkenntnis in den pluralistischen Religionstheologien ist die Beobachtung, dass es nicht nur das Christentum, sondern mehrere weitere Religionen gibt.
Knitters Religionstheologie richtete sich auf einen theozentrischen Gott hin aus, sie bezeichnete Gott als bereits in sich selbst pluralistisch, da trinitarisch.
Jesu Christi einzigartige heilshafte Rolle reinterpretierte er so, dass sie sich als wahrhaft, aber eben nicht einzigartig verstehen ließe. Aus christlicher Perspektive kann, nach Knitter, die Entwicklung von einem Ekklesiozentrismus zum Christozentrismus und zu einem Theozentrismus entwickelt werden. Wenn der theozentrische Ansatz als Grundlage für eine ‚Theologie der Religionen‘ aus christlicher Perspektive diene. Eine christozentrische Haltung ohne Theozentrik würde leicht zu einer Idolatrie, in der nicht nur die christliche Offenbarung Schaden nähme, sondern auch der Offenbarungen, die in anderen Religionen auffindbar seien. Jesus von Nazareth selbst habe seine Botschaft theozentrisch gesehen. Eine Tradition, die es wieder aufzugreifen und weiterzuführen gelte.
In seiner Arbeit „Introducing Theologies of Religions“ (2002) beschreibt er die philosophischen Ausgangspunkte, um die verschiedene Theologien der Religionen nebeneinander zu betrachten. So sieht er die Schöpfung als Vielfalt oder Pluralität an und breitet diesen Gedanken insofern weiter aus, dass die Menschen auf diese Weise auch Weltanschauungen und Religiosität betrachten können; als eine geschaffene Vielfalt, in der die Menschen sich in ihrem eigenen Glauben auch auf das beziehen können, was andere denken.
Knitter beschreibt hierzu in dem Werk vier wichtige religiöse theologische Modelle. Die Grundlagen für diese Modelle lieferte John Hick und dessen Schüler Alan Race:
- Ersatzmodell (replacement model); in ihm findet sich die deutliche Auffassung, dass das Christentum die einzig wahre Religion sei, und dass es ganz oder teilweise, alle anderen Religionen ersetzen werde, die für ‚sündhafte Selbsterlösungs-Versuche‘ der Menschheit gehalten würden. Eine exklusivistische Position, der davon ausgehe, dass es nur eine Religion geben könne, und dass nur die eigene Religion die einzige Quelle der Wahrheit sei. Allgemeiner, eine ‚wahre Religion‘ verdrängt eine andere oder ersetzt diese.[16]
- Erfüllungsmodell (fulfillement model); hier wird auch der Auffassung Ausdruck gegeben, dass das Christentum die einzig wahre Religion sei. Es wird aber die Anwesenheit von Elementen der Wahrheit und Gnade in anderen Religionen anerkannt und befürwortet eine gegenseitige, wenn auch nicht gleichrangige Komplementarität durch den Dialog zwischen den Christen und den übrigen Religionen bzw. religiösen Systemen. Die inklusivistische Position, anerkennt zwar, dass es Wahrheiten in vielen Religionen geben könne, aber die endgültige Wahrheit könne nur in der eigenen Religion gefunden werden. In dem eine Religion andere Religionen ‚ihrer Vollendung‘ zuführt oder sie in sich aufnimmt.
- Reziprozitätsmodell (mutuality model); es lässt gelten, dass es viele wahre Religionen gibt, von denen keine notwendigerweise über einer anderen stehen müsse, und die alle zum Dialog und zur Zusammenarbeit miteinander aufgerufen sind, besonders wenn es um ‚Befreiungsprojekte‘ geht, und sie gerade hier ihre wahre Natur verwirklichen können.  In der partikularistische Position müsse akzeptiert werden, dass alle Religionen für sich beanspruchen, die jeweils beste zu sein. Deshalb sei es notwendig, mit partikularen Wahrheitsansprüchen zu leben. Es wird von vielen Religionen ausgegangen und sie sind zum gemeinsamen Dialog bestimmt.
- Akzeptanzmodell (acceptance model); das Modell betont die grundsätzliche Verschiedenheit der Religionen und weist es zurück, nach einem ihnen gemeinsamen Grund zu suchen. Das Akzeptanzmodell drängt jede Religion dazu, eigene Ziele und Handlungsweisen zu pflegen und weiterzuentwickeln. Ausgangspunkt sind viele wahre Religionen und es wird bei der Anerkennung dieser Pluralität belassen.

Die pluralistische Position nimmt eine ‚relative Wahrheit‘ vielen Religionen an, aber keine von ihnen besitze die endgültige Wahrheit. Das Fazit, die Religionen oder religiösen Systeme können voneinander lernen.
Das Sprechen über Gott, das religiöse Narrativ, sei immer ein symbolisches Reden. Dabei ist sein Anliegen die ‚Reich-Gottes-Predigt‘ und die ‚Solidarität Gottes‘ mit den Leidenden, den armen und geschundenen Menschen, sie stehen für Knitter im Fokus seines theologischen Forschens. Deshalb sei theologisch auch „eine am Reich Gottes orientierte Christologie“  zu konzipieren.
Für Knitter, und er folgt hierbei der Auffassung seines guten Freundes Aloysius Pieris, ist der besondere oder einzigartige Beitrag, den die Christen zum Dialog mit anderen Religionen leisten können, dass Jesus Gottes Verteidigungspakt mit den Armen sei, so Pieris, oder wie Knitter formulierte:

„Das Christentum ist eine Religion, die ihre Anhänger und alle anderen Religionen daran erinnert, dass Gott zu kennen heißt, sich um die Opfer in unserer Welt zu sorgen und darum, dass wir Versöhnung zwischen Opfern und Tätern stiften müssen.“

Während Knitter, stärker ein praktisch-religionsdialogische Anliegen artikuliert, ist der Ansatz, den John Hick verfolgt, mehr der der theoretisch-religionsphilosophische Deutung zur Religionspluralität.

## Selbstverständnis des Christentums
Für Knitter geht es darum, Jesus nachzufolgen, und nicht darum, ihn zu verherrlichen. So rückt die Person Jesu aus dem Fokus der Aufmerksamkeit hin zu seinen Verkündigungen eines Reich Gottes, dies sei, so die Interpretation Knitters, genau das Ansinnen Jesu selbst gewesen. Damit gestaltet er eine ‚am Reich Gottes orientierte Christologie‘.

## Position der Römisch-katholischen Kirche zur pluralistischen Religionstheorie
Knitter gilt seit den 1980er Jahren als ein führender Vertreter des religiösen Pluralismus und wurde dafür auch von Kardinal Joseph Ratzinger, der ihm Relativismus vorwarf, scharf kritisiert. In konservativen katholischen Kreisen wird auch wiederholt darauf hingewiesen, dass Knitter das Priesteramt aufgegeben und geheiratet hat, und somit unterstellt, dass er als Theologe nicht mehr wirklich qualifiziert wäre.
Am 6. August 2000 veröffentlichte die Päpstliche Kongregation für die Glaubenslehre eine Erklärung mit dem Titel Dominus Iesus: „Über die Einzigkeit und Heilsuniversalität Jesu Christi und der Kirche“. In dieser Erklärung werden die gläubigen Christen der römisch-katholischen Kirche vor Ansichten gewarnt, welche die Einzigkeit und Heilsuniversalität Jesu Christi bestreiten. Schon zum Ende der Einleitung wird auf ‚relativistische Theorien‘ hingewiesen, die den religiösen Pluralismus nicht nur de facto, sondern auch de iure  und damit prinzipiell rechtfertigen wollen. Diese Theorien seien problematisch, weil in ihnen und durch sie grundlegende Wahrheiten des christlichen Glaubens ihre Geltung zu verlören.
Die Schrift intendiert die Verurteilung des religiösen Pluralismus sowie einiger Formen eines aufgeschlossenen Inklusivismus. Mit Dominus Iesus konnte die römisch-katholische Kirche mit Strafmaßnahmen und Untersuchungen gegen mehrere Pluralisten vorgehen.

## Werke (Auswahl)
- Towards a Protestant Theology of Religions Marburger Theologische Studien. 11, N.G. Elwert, Marburg 1974 (Dissertationsschrift von 1972).
- One Earth Many Religions: Multifaith Dialogue and Global Responsibility.  Orbis Books, Maryknoll NY 1995, ISBN 9781570750373.
- Jesus and the Other Names: Christian Mission and Global Responsibility.  Orbis Books, Maryknoll NY 1996, ISBN 9781570750533.
- The Myth of Religious Superiority: multifaith explorations of religious pluralism.  Orbis Books, Maryknoll NY 2005, ISBN 9781570756276.
- Without Buddha I Could Not Be a Christian. Oneworld, Oxford 2009, ISBN 9781851686735.
- Jesus and Buddha: Friends in Conversation. Orbis Books, Maryknoll NY 2015.
- Introducing Theologies of Religions. Orbis Books, Maryknoll NY 2002 ISBN 978-1-57075-419-7
- The Myth of Christian Uniqueness SCM Press 1988 zusammen mit John Hick
- Jesus and the Other Names: Christian Mission and Global Responsibility. Orbis Books, Maryknoll 1996
- Overcoming Greed: Buddhists and Christians in Consumerist Society. Buddhist-Christian Studies 24 (2004), University of Hawaiʻi at Mānoa Press, S. 65–72 ( auf academiccommons.columbia.edu)
- Buddhist Emptiness and Christian Trinity Essays and Explorations.  Paulist Press, Mahwah, NJ 1990 zusammen mit Roger Corless

### Deutsche Übersetzungen
- Ohne Buddha wäre ich kein Christ. Herder, Freiburg/Basel/Wien 2012, ISBN 978-3-451-30278-7 (Original: Without Buddha I Could not be a Christian. 2009, ISBN 978-1-85168-673-5)
- Die Zukunft der Erde. Die gemeinsame Verantwortung der Religionen. Kösel, München 1998 (Original: One Earth, Many Religions. Multifaith Dialogue and Global Responsibility. Orbis Books, Maryknoll, N.Y. 1995)
- Religion und Befreiung. Soteriozentrik als Antwort an die Kritiker. In: Reinhold Bernhardt (Hrsg.): Horizontüberschreitungen. Mohn Media, Gütersloh 1991, S. 203–219.
- Horizonte der Befreiung: Auf dem Weg zu einer pluralistischen Theologie der Religionen. Otto Lembeck, Frankfurt am Main 1997, ISBN 978-3-8747-6313-4.
- Ein Gott - viele Religionen. Gegen den Absolutheitsanspruch des Christentums. Kösel-Verlag, München 1988, ISBN 978-3-46620-295-9 (Original:  No other Name? A Critical Survey of Christian Attitudes toward World Religions. Maryknoll, N.Y. 1985)

## Dokumentationen
- Guest Author. Paul F. Knitter - Theologian. An Interfaith Dialogue with Theologian Paul F. Knitter: The God Within & Beyond All Our Symbols for God, 2011
- Paul Knitter's lecture "Without Buddha I Could Not Be a Christian" was part of the 2014 Baldwin Wallace Faith & Life Lecture Series.